# Distretto di Nakauonuma
Il distretto di Nakauonuma (中魚沼郡?, Nakauonuma-gun) è uno dei distretti della prefettura di Niigata, in Giappone.
Attualmente fa parte del distretto solo il comune di Tsunan.
| Controllo di autorità | VIAF (EN) 257571658 · NDL (EN, JA) 00641167 |